# Baltic (schip, 1904)
De RMS Baltic was een passagiersschip van de rederij White Star Line en voer tussen 1904 en 1933 op de lijn Liverpool - New York. Het was tot 1905 het grootste schip ter wereld.
Het schip voer eerst onder het commando van Edward John Smith en later onder het bevel van J. B. Ranson waaronder ze deelnam aan de reddingsactie op 23 januari 1909 van de RMS Republic en de SS Florida.
Ook was het de Baltic die de waarschuwing voor ijsbergen doorstuurde naar de Titanic op 14 april 1912.
Ook was de Baltic op 6 december 1929 betrokken bij de reddingsoperatie van de Northern Light.
Op het einde van de Eerste Wereldoorlog werd het schip ingezet voor troepentransport toen Amerika aan de oorlog deelnam. Het bracht onder andere generaal-majoor John Pershing en zijn staf naar Engeland op 9 juni 1917.
De Baltic werd in 1933 gesloopt in Osaka (Japan).

## Externe links

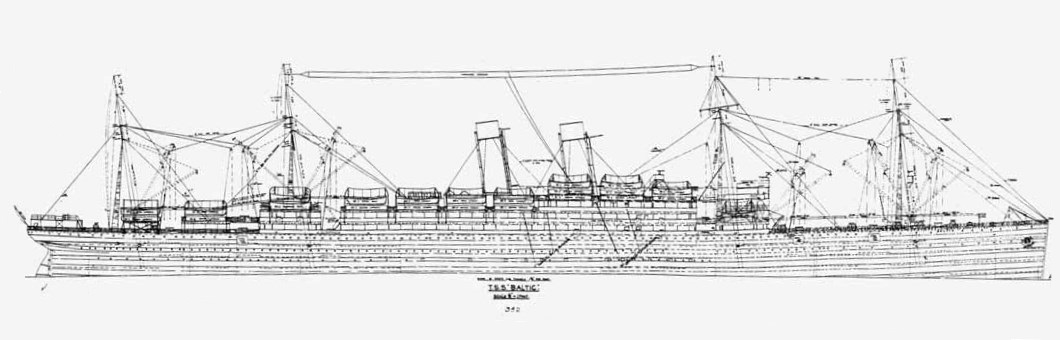
Ontwerp van de Baltic